# ولادیمیر آرتمف
ولادیمیر آرتمف (به انگلیسی: Vladimir Artemev) ژیمناست زادهٔ 1960 میلادی اهل کشور شوروی است.